# Okna (rzeka)
Okna – rzeka we wschodniej Słowacji, lewy dopływ Čiernej vody w zlewisku Morza Czarnego. Długość – 37 km, powierzchnia zlewni - 122,2 km2.
Okna bierze początek na wysokości 800 m n.p.m. pod szczytem Sninský kameň w górach Wyhorlat. Przepływa przez górskie jeziorko Morské oko w parku krajobrazowym „Vihorlat”. Płynie na południe, koło wsi Jasenov wypływa na Nizinę Wschodniosłowacką. We wsi Nižná Rybnica krzyżuje się z kanałem Veľké Revištia-Bežovce. Koło wsi Senné uchodzi do Čiernej vody.
W potoku żyją cztery gatunki ryb: pstrąg potokowy, pstrąg tęczowy, śliz pospolity i strzebla potokowa. Gatunkiem dominującym (ok. 60 % ilości ryb) jest pstrąg potokowy. Pstrąg tęczowy został tu wprowadzony sztucznie ok. 1920 r. przez właścicielkę tych terenów, hrabinę Gladys Vanderbilt–Széchenyi.